# Dancsuly András
Dancsuly András (Lisznyó, 1921. december 3. – Kolozsvár, 2012. május 15.)  pedagógiai író, tanszékvezető egyetemi tanár.

## Életpályája
Középiskolai tanulmányait Nagyváradon és Székelykeresztúri tanítóképzőben (1945) végezte, utána egy évig Székelykeresztúron tanított (1945), majd Kolozsváron a Budai Nagy Antal Kollégium vezetője volt. Mint a Móricz Zsigmond Kollégium tagja pedagógia-filozófia és lélektanból 1949-ben a Bolyai Tudományegyetemen államvizsgát tett, majd Leningrádban folytatott tanulmányokat: kandidátusi dolgozata a makarenkói elvek romániai alkalmazásáról szólt s megjelent az A. I. Herzen Pedagógiai Intézet kiadásában orosz nyelven (Leningrád 1953).
1954-ben a kolozsvári Tanártovábbképző Tanári Intézet megszervezője és igazgatója, 1957-től a kolozsvári tudományegyetem pedagógiai tanszékének vezető professzora. Számos pedagógiai tárgyú tanulmánya jelent meg román, magyar és olasz nyelven a Revista de Pedagogie, Tanügyi Újság, A Hét, a budapesti Pedagógiai Szemle s a római I Problemi della Pedagogia hasábjain. A Tankönyvkiadó adta ki társszerzőkkel írt Pedagogia  (három kiadás román nyelven: 1960, 1962, 1964) és Probleme ale muncii dirigintelui  (1964) című szakmunkáit. A holnap társadalmi eszményének iskolája című tanulmányát a szakképzés és általános műveltség új arányairól A Hét 1979-es Évkönyve közölte.
1992-ben május 20–23 között megrendezett Bod Péter emléknapokon előadást tartott Kézdivásárhelyen Dancsuly András, Kónya Ádám, Kelemen József, Cseke Péter és Magyari Lajos.
Szerepelt unokája, Szőcs Petra két kisjátékfilmjében: A kivégzés című drámában, amely a 2014-es cannes-i fesztiválon versenyzett az Arany Pálmáért, valamint a Csoszogj úgy című kisfilmben, amelynek világpremierjére a 2016-os szarajevói filmfesztivál versenyprogramjában került sor, és amely később elnyerte a 16. Filmtettfeszt Erdélyi Magyar Filmszemle fődíját.